# الاگالا کانداگاما
الاگالا کانداگاما (به لاتین: Alagalla Kondagama) یک منطقهٔ مسکونی در سری‌لانکا است که در استان مرکزی (سری‌لانکا) واقع شده‌است.